# Szarlej (gmina)
Szarlej (niem. Landgemeinde Scharley) – jednostkowa gmina wiejska, która istniała od 1 stycznia 1896 roku do 1934 roku, częściowo na obszarze późniejszej dzielnicy Szarlej w Piekarach Śląskich.
Gmina Szarlej została utworzona 1 stycznia 1896 roku z kolonii Szarlej, wydzielonej z terenu Piekar Śląskich, części obszarów Brzozowic i Rozbarku oraz innych terenów. Gmina, która była częścią Cesarstwa Niemieckiego, należała do powiatu bytomskiego, od 1922 roku weszła w skład utworzonego w tymże roku powiatu świętochłowickiego. W kwietniu 1931 roku gmina liczyła 12 957 mieszkańców, w tym 1407 bezrobotnych.
W 1934 roku doszło do połączenia gmin Szarlej i Piekary Wielkie, utworzyły one gminę Szarlej-Piekary Wielkie, przemianowaną w 1935 roku na gminę Piekary Śląskie.